# Kirche von Etelhem

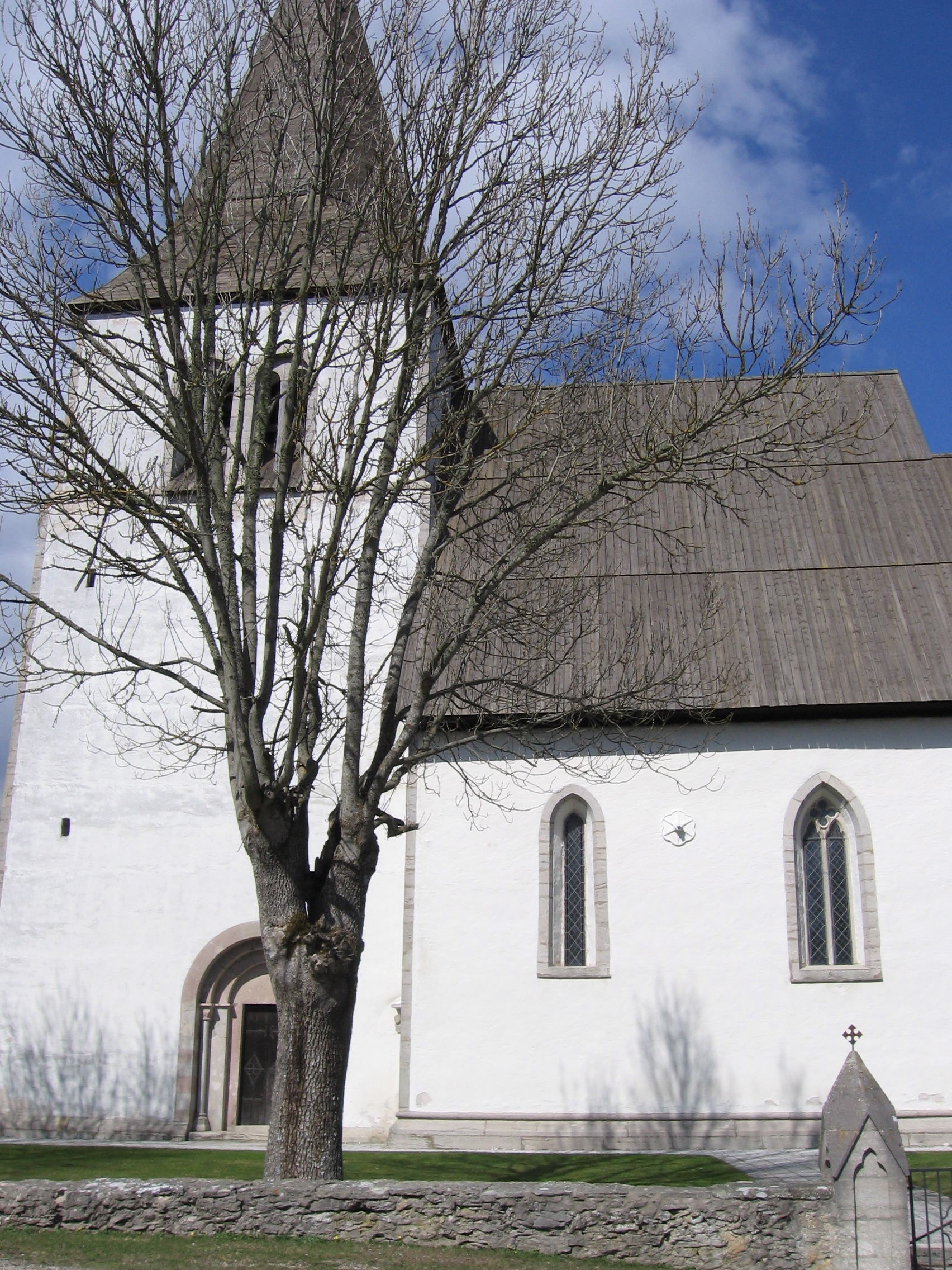
Kirche von Etelhem

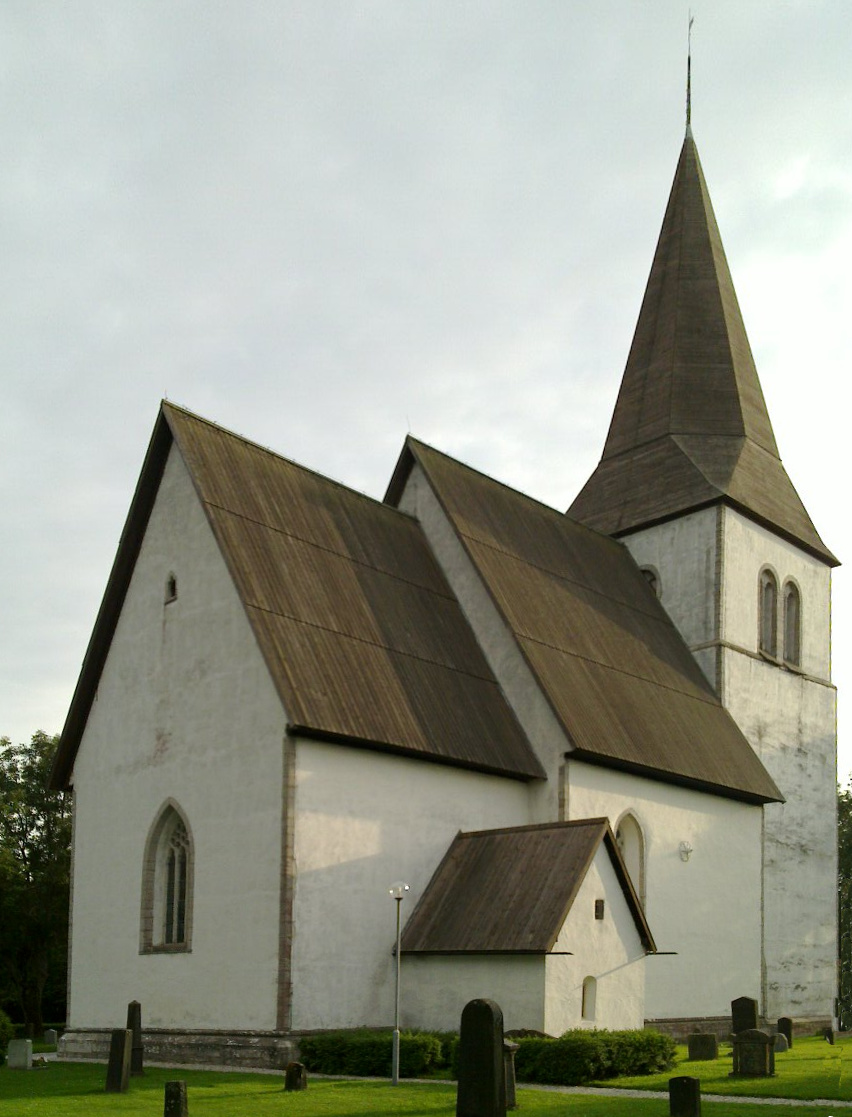
Kirche von Etelhem

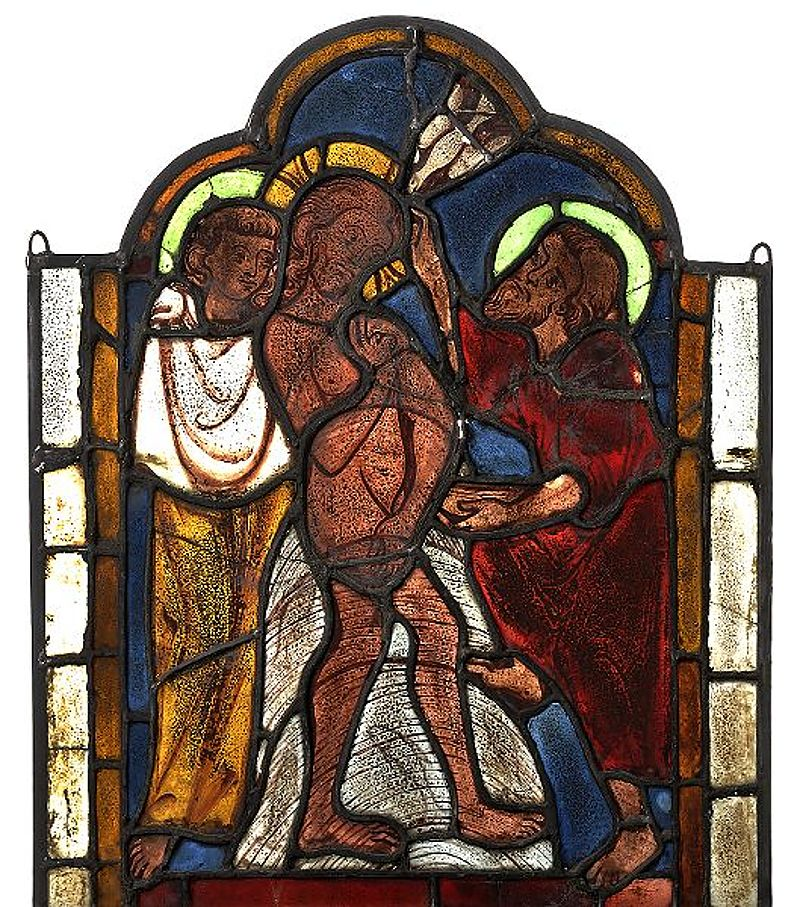
Glasfenster – Taufe Christi – jetzt in Stockholm

Die Kirche von Etelhem (schwedisch Etelhems kyrka) ist eine Landkirche auf der schwedischen Insel Gotland. Sie ist eine der Gemeindekirchen der Kirchengemeinde (schwed. församling) Garde und gehört zum Bistum Visby.
Der älteste Teil der heutigen Kirche ist der kräftige Turm vom Anfang des 13. Jahrhunderts. Chor und Langhaus wurden um 1300 im gotischen Stil errichtet und ersetzten die jeweiligen im romanischen Stil. Die Sakristei wurde im 17. Jahrhundert hinzugefügt. Auf den Innenwänden im Osten, Süden und Westen sind im Langhaus Kalkmalereien aus dem 14. Jahrhundert erhalten geblieben, während auf der Nordseite der Passionsmeister einen Passionsfries hinterließ. Außerdem sind die mittelalterlichen Glasmalereien in einigen Fenstern erhalten.

## Inventar
Der Taufstein, der die Leiden Christi und Samson beschreibt, stammt noch aus der romanischen Kirche und wird dem Steinmeister Hegvald zugeschrieben. Das Triumphkreuz aus dem 14. Jahrhundert hängt an seinem ursprünglichen Platz im Triumphbogen. Der Altaraufsatz aus Sandstein wurde 1690 in Burgsvik hergestellt und der Predigtstuhl aus dem Jahr 1648 wahrscheinlich in Visby.
Der Name Etelhem wird erstmals als Eytelem in einer Abschrift aus dem 14. Jahrhundert erwähnt. Der erste Teil enthält das gotländische Dialektwort ajtel und bezieht sich entweder auf den in der Umgebung von Etelhem vorhandenen Kalkstein oder ist ein Spitzname für die Bewohner der Gegend. Der zweite Teil des Wortes bedeutet Hof oder Wohnplatz.